# L'Île des naufragés
 (février 2024).
Si vous disposez d'ouvrages ou d'articles de référence ou si vous connaissez des sites web de qualité traitant du thème abordé ici, merci de compléter l'article en donnant les références utiles à sa vérifiabilité et en les liant à la section « Notes et références ».
L'Île des naufragés est un conte de Louis Even paru en 1936.
Cette fable aide à comprendre la création de l'argent à travers un naufrage mettant en scène cinq personnages :
- François, charpentier ;
- Paul, cultivateur ;
- Jacques, spécialisé dans l'élevage des animaux ;
- Henri, agronome horticulteur ;
- Thomas, le prospecteur minéralogiste.

Tous nous savons d'où viennent les pommes, mais l'argent ?